# Zhang Shuai (tenisistka)
Zhang Shuai (chiń. 张帅; ur. 21 stycznia 1989 w Tiencinie) – chińska tenisistka, zwyciężczyni Australian Open 2019 i US Open 2021 w grze podwójnej kobiet, reprezentantka kraju w rozgrywkach Pucharu Federacji, medalistka igrzysk azjatyckich.

## Kariera tenisowa
Podczas zawodów w Pekinie w 2009 roku wygrała mecz z liderką rankingu Dinarą Safiną.
We wrześniu 2013 wygrała pierwszy turniej singlowy cyklu WTA Tour – w Kantonie, gdzie grała dzięki dzikiej karcie; pokonała w meczu mistrzowskim Vanię King wynikiem 7:6(1), 6:1. W tym samym roku dwukrotnie osiągała finały zawodów WTA 125K series – w Ningbo uległa w finale Bojanie Jovanovski 7:6(7), 4:6, 1:6, natomiast w Nankinie triumfowała po kreczu Ayumi Mority przy stanie 6:4.
Podczas Australian Open 2016 osiągnęła ćwierćfinał, pokonując po drodze wiceliderkę rankingu Simonę Halep.
W sezonie 2017 triumfowała ponownie w ojczystym Kantonie, a jako deblistka dotarła do ostatniej rundy kończącego sezon WTA Elite Trophy.
W kolejnym roku, po pokonaniu Angelique Kerber, osiągnęła ćwierćfinał w Pekinie, w którym wygrała pierwszego seta przeciwko Naomi Ōsace.
W 2019 roku razem z Samanthą Stosur triumfowały w wielkoszlemowym Australian Open. W finale pokonały Tímeę Babos i Kristinę Mladenovic 6:3, 6:4.
W sezonie 2021 wspólnie ze Stosur zostały mistrzyniami US Open. W meczu mistrzowskim wygrały z deblem Coco Gauff–Catherine McNally 6:3, 3:6, 6:3.
W 2022 roku Chinka osiągnęła singlowe finały w Lyonie i Birmingham. We Francji pokonała w nim Dajanę Jastremśką 3:6, 6:3, 6:4, w Wielkiej Brytanii zaś przegrała po kreczu przy stanie 4:5 z Beatriz Haddad Maią. W deblu wspólnie z Haddad Maią zwyciężyła w Nottingham, a także została finalistką w Stuttgarcie (z Coco Gauff), Birmingham i na Wimbledonie (oba z Elise Mertens).
W zawodach cyklu WTA Tour Chinka wygrała trzy turnieje w grze pojedynczej z sześciu rozegranych finałów, w grze podwójnej natomiast zdobyła trzynaście tytułów mistrzowskich z dwudziestu sześciu rozegranych meczów finałowych. W cyklu WTA 125K series triumfowała też w dwóch turniejach singlowych z pięciu rozegranych finałów oraz w jednym turnieju deblowym z dwóch rozegranych finałów.

## Historia występów wielkoszlemowych
Legenda
     W, wygrany turniej
     F, przegrana w finale
     SF, przegrana w półfinale
     QF, przegrana w ćwierćfinale
     xR, przegrana w x rundzie
     Qx, przegrana w x rundzie kwalifikacji
     A, brak startu
     NH, turniej nie odbył się

### Występy w grze pojedynczej
| Australian Open        | A   | A   | A   | Q1  | Q3  | A   | Q1 | 1R  | 1R  | A  | 1R | 1R  | QF | 2R | 2R | 3R | 3R | 1R | 3R | 4R  | A   | 2R | 0 / 13 | 16 – 13 |  |  |  |
| French Open            | A   | A   | A   | A   | Q2  | A   | 1R | 1R  | 1R  | A  | 1R | 1R  | 2R | 3R | 2R | 2R | 4R | 1R | 1R | 1R  | A   | Q2 | 0 / 13 | 8 – 13  |  |  |  |
| Wimbledon              | A   | A   | A   | A   | A   | A   | Q2 | 1R  | Q2  | A  | 1R | Q3  | 1R | 1R | 1R | QF | NH | 1R | 3R | 1R  | 1R  | 1R | 0 / 11 | 6 – 11  |  |  |  |
| US Open                | A   | A   | A   | Q2  | 1R  | Q2  | Q2 | 1R  | Q3  | Q2 | 1R | Q2  | 3R | 3R | 1R | 3R | 1R | 2R | 4R | A   | 1R  |    | 0 / 11 | 10 – 11 |  |  |  |
|                        |     |     |     |     |     |     |    |     |     |    |    |     |    |    |    |    |    |    |    |     |     |    |        |         |  |  |  |
| Ranking na koniec roku | 901 | 648 | 200 | 155 | 212 | 153 | 91 | 126 | 122 | 51 | 62 | 186 | 24 | 36 | 35 | 46 | 35 | 63 | 24 | 208 | 219 |    | 0 / 48 | 40 – 48 |  |  |  |

### Występy w grze podwójnej
| Australian Open        | A | A   | A   | A   | A   | A   | A   | 2R | 1R | A  | 1R | 1R  | A   | 2R | A  | W  | 1R | 1R | 2R | 2R | A  | QF | 1 / 11 | 13 – 10 |  |  |  |
| French Open            | A | A   | A   | A   | A   | A   | A   | 2R | 3R | 3R | 1R | A   | 1R  | 1R | 1R | QF | 3R | 2R | 3R | 2R | 1R | 1R | 0 / 14 | 14 – 14 |  |  |  |
| Wimbledon              | A | A   | A   | A   | A   | A   | 2R  | 3R | 1R | 2R | 1R | A   | 2R  | 1R | 1R | 2R | NH | 1R | F  | SF | 2R | 3R | 0 / 14 | 18 – 14 |  |  |  |
| US Open                | A | A   | A   | A   | A   | A   | A   | 2R | QF | 1R | A  | A   | 2R  | QF | SF | 1R | 1R | W  | 3R | A  | F  |    | 1 / 11 | 25 – 10 |  |  |  |
|                        |   |     |     |     |     |     |     |    |    |    |    |     |     |    |    |    |    |    |    |    |    |    |        |         |  |  |  |
| Ranking na koniec roku | – | 555 | 257 | 246 | 140 | 270 | 158 | 49 | 34 | 57 | 63 | 447 | 238 | 64 | 33 | 10 | 27 | 8  | 25 | 34 | 27 |    | 2 / 50 | 70 – 48 |  |  |  |

### Występy w grze mieszanej
| Australian Open | A | A | A | A | A | A | A | A | A  | A  | A  | A | A  | A | A  | 1R | A  | A  | SF | 1R | A  | QF | 0 / 4  | 4 – 4   |  |  |  |
| French Open     | A | A | A | A | A | A | A | A | A  | 2R | A  | A | A  | A | 2R | QF | NH | A  | 1R | 2R | QF | SF | 0 / 7  | 10 – 7  |  |  |  |
| Wimbledon       | A | A | A | A | A | A | A | A | 1R | 1R | 2R | A | 2R | A | 2R | 3R | NH | SF | 2R | A  | 1R | SF | 0 / 10 | 11 – 10 |  |  |  |
| US Open         | A | A | A | A | A | A | A | A | A  | A  | A  | A | A  | A | SF | 1R | NH | 1R | SF | A  | 1R |    | 0 / 5  | 6 – 5   |  |  |  |
|                 |   |   |   |   |   |   |   |   |    |    |    |   |    |   |    |    |    |    |    |    |    |    |        |         |  |  |  |
|                 |   |   |   |   |   |   |   |   |    |    |    |   |    |   |    |    |    |    |    |    |    |    | 0 / 26 | 31 – 26 |  |  |  |

## Finały turniejów WTA
| Legenda                     | Legenda |
| --------------------------- | ------- |
| Wielki Szlem                |         |
| Igrzyska olimpijskie        |         |
| WTA Tour Championships      |         |
| WTA Elite Trophy            |         |
| 2009 – 2020                 |         |
| WTA Premier Mandatory       |         |
| WTA Premier 5               |         |
| WTA Premier                 |         |
| WTA International Series    |         |
| WTA 125K series (2012–2020) |         |
| od 2021                     |         |
| WTA 1000 (obowiązkowe)      |         |
| WTA 1000 (nieobowiązkowe)   |         |
| WTA 500                     |         |
| WTA 250                     |         |
| WTA 125                     |         |

### Gra pojedyncza 6 (3–3)
| Końcowy wynik | Nr | Data             | Turniej    | Nawierzchnia  | Przeciwniczka       | Wynik finału  |
| ------------- | -- | ---------------- | ---------- | ------------- | ------------------- | ------------- |
| Zwyciężczyni  | 1. | 22 września 2013 | Kanton     | Twarda        | Vania King          | 7:6(1), 6:1   |
| Zwyciężczyni  | 2. | 23 września 2017 | Kanton     | Twarda        | Aleksandra Krunić   | 6:2, 3:6, 6:2 |
| Finalistka    | 1. | 18 stycznia 2020 | Hobart     | Twarda        | Jelena Rybakina     | 6:7(7), 3:6   |
| Finalistka    | 2. | 13 czerwca 2021  | Nottingham | Trawiasta     | Johanna Konta       | 2:6, 1:6      |
| Zwyciężczyni  | 3. | 6 marca 2022     | Lyon       | Twarda (hala) | Dajana Jastremśka   | 3:6, 6:3, 6:4 |
| Finalistka    | 3. | 19 czerwca 2022  | Birmingham | Trawiasta     | Beatriz Haddad Maia | 4:5 krecz     |

### Gra podwójna 35 (15–20)
| Końcowy wynik | Nr  | Data                 | Turniej         | Nawierzchnia   | Partnerka                | Przeciwniczki                              | Wynik finału          |
| ------------- | --- | -------------------- | --------------- | -------------- | ------------------------ | ------------------------------------------ | --------------------- |
| Zwyciężczyni  | 1.  | 16 października 2011 | Osaka           | Twarda         | Kimiko Date-Krumm        | Vania King Jarosława Szwiedowa             | 7:5, 3:6, 11–9        |
| Finalistka    | 1.  | 26 lutego 2012       | Monterrey       | Twarda         | Kimiko Date-Krumm        | Sara Errani Roberta Vinci                  | 2:6, 6:7(6)           |
| Zwyciężczyni  | 2.  | 6 maja 2012          | Estoril         | Ceglana        | Chuang Chia-jung         | Jarosława Szwiedowa Galina Woskobojewa     | 4:6, 6:1, 11–9        |
| Zwyciężczyni  | 3.  | 22 września 2012     | Kanton          | Twarda         | Tamarine Tanasugarn      | Jarmila Gajdošová Monica Niculescu         | 2:6, 6:2, 10–8        |
| Finalistka    | 2.  | 3 marca 2013         | Kuala Lumpur    | Twarda         | Janette Husárová         | Shūko Aoyama Chang Kai-chen                | 7:6(4), 6:7(4), 12–14 |
| Finalistka    | 3.  | 13 października 2013 | Osaka           | Twarda         | Samantha Stosur          | Kristina Mladenovic Flavia Pennetta        | 4:6, 3:6              |
| Finalistka    | 4.  | 11 stycznia 2014     | Hobart          | Twarda         | Lisa Raymond             | Monica Niculescu Klára Zakopalová          | 2:6, 7:6(5), 8–10     |
| Zwyciężczyni  | 4.  | 2 lutego 2014        | Pattaya         | Twarda         | Peng Shuai               | Ałła Kudriawcewa Anastasija Rodionowa      | 3:6, 7:6(5), 10–6     |
| Finalistka    | 5.  | 25 czerwca 2017      | Birmingham      | Trawiasta      | Chan Hao-ching           | Ashleigh Barty Casey Dellacqua             | 1:6, 6:2, 8–10        |
| Finalistka    | 6.  | 5 listopada 2017     | Zhuhai          | Twarda (hala)  | Lu Jingjing              | Duan Yingying Han Xinyun                   | 2:6, 1:6              |
| Zwyciężczyni  | 5.  | 29 kwietnia 2018     | Stambuł         | Ceglana        | Liang Chen               | Xenia Knoll Anna Smith                     | 6:4, 6:4              |
| Zwyciężczyni  | 6.  | 16 września 2018     | Hiroszima       | Twarda         | Eri Hozumi               | Miyu Katō Makoto Ninomiya                  | 6:2, 6:4              |
| Zwyciężczyni  | 7.  | 14 października 2018 | Hongkong        | Twarda         | Samantha Stosur          | Shūko Aoyama Lidzija Marozawa              | 6:4, 6:4              |
| Zwyciężczyni  | 8.  | 25 stycznia 2019     | Australian Open | Twarda         | Samantha Stosur          | Tímea Babos Kristina Mladenovic            | 6:3, 6:4              |
| Finalistka    | 7.  | 31 marca 2019        | Miami           | Twarda         | Samantha Stosur          | Elise Mertens Aryna Sabalenka              | 6:7(5), 2:6           |
| Finalistka    | 8.  | 15 września 2019     | Nanchang        | Twarda         | Peng Shuai               | Wang Xinyu Zhu Lin                         | 2:6, 6:7(5)           |
| Finalistka    | 9.  | 18 stycznia 2020     | Hobart          | Twarda         | Peng Shuai               | Nadija Kiczenok Sania Mirza                | 4:6, 4:6              |
| Zwyciężczyni  | 9.  | 21 sierpnia 2021     | Cincinnati      | Twarda         | Samantha Stosur          | Gabriela Dabrowski Luisa Stefani           | 7:5, 6:3              |
| Zwyciężczyni  | 10. | 12 września 2021     | US Open         | Twarda         | Samantha Stosur          | Coco Gauff Catherine McNally               | 6:3, 3:6, 6:3         |
| Zwyciężczyni  | 11. | 26 września 2021     | Ostrawa         | Twarda (hala)  | Sania Mirza              | Kaitlyn Christian Erin Routliffe           | 6:3, 6:2              |
| Finalistka    | 10. | 30 października 2021 | Courmayeur      | Twarda         | Eri Hozumi               | Wang Xinyu Zheng Saisai                    | 4:6, 6:3, 5–10        |
| Finalistka    | 11. | 24 kwietnia 2022     | Stuttgart       | Ceglana (hala) | Coco Gauff               | Desirae Krawczyk Demi Schuurs              | 3:6, 4:6              |
| Zwyciężczyni  | 12. | 12 czerwca 2022      | Nottingham      | Trawiasta      | Beatriz Haddad Maia      | Caroline Dolehide Monica Niculescu         | 7:6(2), 6:3           |
| Finalistka    | 12. | 19 czerwca 2022      | Birmingham      | Trawiasta      | Elise Mertens            | Ludmyła Kiczenok Jeļena Ostapenko          | walkower              |
| Finalistka    | 13. | 10 lipca 2022        | Wimbledon       | Trawiasta      | Elise Mertens            | Barbora Krejčíková Kateřina Siniaková      | 2:6, 4:6              |
| Zwyciężczyni  | 13. | 12 lutego 2023       | Abu Zabi        | Twarda         | Luisa Stefani            | Shūko Aoyama Chan Hao-ching                | 3:6, 6:2, 10–8        |
| Finalistka    | 14. | 23 czerwca 2024      | Birmingham      | Trawiasta      | Miyu Katō                | Hsieh Su-wei Elise Mertens                 | 1:6, 3:6              |
| Finalistka    | 15. | 6 września 2024      | US Open         | Twarda         | Kristina Mladenovic      | Ludmyła Kiczenok Jeļena Ostapenko          | 4:6, 3:6              |
| Finalistka    | 16. | 22 września 2024     | Seul            | Twarda         | Miyu Katō                | Nicole Melichar-Martinez Ludmiła Samsonowa | 1:6, 0:6              |
| Zwyciężczyni  | 14. | 27 października 2024 | Kanton          | Twarda         | Kateřina Siniaková       | Katarzyna Piter Fanny Stollár              | 6:4, 6:1              |
| Finalistka    | 17. | 8 lutego 2025        | Abu Zabi        | Twarda         | Kristina Mladenovic      | Jeļena Ostapenko Ellen Perez               | 2:6, 1:6              |
| Finalistka    | 18. | 2 marca 2025         | Austin          | Twarda         | McCartney Kessler        | Anna Blinkowa Yuan Yue                     | 6:3, 1:6, 4–10        |
| Finalistka    | 19. | 20 kwietnia 2025     | Stuttgart       | Ceglana (hala) | Jekatierina Aleksandrowa | Gabriela Dabrowski Erin Routliffe          | 3:6, 3:6              |
| Zwyciężczyni  | 15. | 26 lipca 2025        | Waszyngton      | Twarda         | Taylor Townsend          | Caroline Dolehide Sofia Kenin              | 6:1, 6:1              |
| Finalistka    | 20. | 6 sierpnia 2025      | Montreal        | Twarda         | Taylor Townsend          | Coco Gauff McCartney Kessler               | 4:6, 6:1, 11–13       |

## Finały turniejów WTA 125

### Gra pojedyncza 6 (2–4)
| Końcowy wynik | Nr | Data              | Turniej  | Nawierzchnia  | Przeciwniczka      | Wynik finału     |
| ------------- | -- | ----------------- | -------- | ------------- | ------------------ | ---------------- |
| Finalistka    | 1. | 27 września 2013  | Ningbo   | Twarda        | Bojana Jovanovski  | 7:6(7), 4:6, 1:6 |
| Zwyciężczyni  | 1. | 3 listopada 2013  | Nankin   | Twarda        | Ayumi Morita       | 6:4, krecz       |
| Finalistka    | 2. | 26 listopada 2016 | Honolulu | Twarda        | Catherine Bellis   | 4:6, 2:6         |
| Zwyciężczyni  | 2. | 26 listopada 2017 | Honolulu | Twarda        | Jang Su-jeong      | 0:6, 6:2, 6:3    |
| Finalistka    | 3. | 28 kwietnia 2019  | Anning   | Ceglana       | Zheng Saisai       | 4:6, 1:6         |
| Finalistka    | 4. | 12 grudnia 2021   | Angers   | Twarda (hala) | Witalija Djaczenko | 0:6, 4:6         |

### Gra podwójna 4 (2–2)
| Końcowy wynik | Nr | Data             | Turniej       | Nawierzchnia  | Partnerka           | Przeciwniczki                           | Wynik finału   |
| ------------- | -- | ---------------- | ------------- | ------------- | ------------------- | --------------------------------------- | -------------- |
| Zwyciężczyni  | 1. | 27 września 2013 | Ningbo        | Twarda        | Chan Yung-jan       | Iryna Buriaczok Oksana Kalasznikowa     | 6:2, 6:1       |
| Finalistka    | 1. | 3 listopada 2013 | Nankin        | Twarda        | Jarosława Szwiedowa | Misaki Doi Xu Yifan                     | 1:6, 4:6       |
| Zwyciężczyni  | 2. | 11 grudnia 2022  | Angers        | Twarda (hala) | Alycia Parks        | Miriam Kolodziejová Markéta Vondroušová | 6:2, 6:2       |
| Finalistka    | 2. | 13 lipca 2024    | Contrexéville | Ceglana       | Wu Fang-hsien       | Oksana Kalasznikowa Iryna Szymanowicz   | 7:5, 3:6, 7–10 |

## Występy w Turnieju Mistrzyń

### W grze podwójnej
| Rok  | Rezultat     | Partnerka       | Przeciwniczki                                                                                | Wynik                                         |
| 2019 | Półfinał     | Samantha Stosur | Tímea Babos Kristina Mladenovic                                                              | 6:1, 4:6, 8–10                                |
| 2021 | Faza grupowa | Samantha Stosur | Nicole Melichar-Martinez Demi Schuurs Darija Jurak Andreja Klepač Shūko Aoyama Ena Shibahara | 2:6, 2:6 7:6(10), 6:7(4), 5–10 4:6, 6:3, 10–7 |

## Występy w Turnieju WTA Elite Trophy

### W grze pojedynczej
| Rok  | Rezultat     | Przeciwniczka                         | Wynik                      |
| 2016 | Półfinał     | Petra Kvitová                         | 2:6, 2:6                   |
| 2018 | Faza grupowa | Garbiñe Muguruza Anastasija Sevastova | 6:3, 3:6, 2:6 0:6, 6:7(10) |

### W grze podwójnej
| Rok  | Rezultat | Partnerka   | Przeciwniczki            | Wynik    |
| 2017 | Finał    | Lu Jingjing | Duan Yingying Han Xinyun | 2:6, 1:6 |

## Występy w igrzyskach olimpijskich

### Gra pojedyncza
| Runda                                                                          | Przeciwniczka                     | Wynik               |
| ------------------------------------------------------------------------------ | --------------------------------- | ------------------- |
|                                                                                |                                   |                     |
| Letnie Igrzyska Olimpijskie w Rio de Janeiro 2016, reprezentując państwo Chiny |                                   |                     |
| I runda                                                                        | Szwajcaria: Timea Bacsinszky [13] | 6:7(4), 6:4, 7:6(7) |
| II runda                                                                       | Niemcy: Laura Siegemund           | 2:6, 4:6            |

### Gra podwójna
| Runda                                                                          | Partnerka     | Przeciwniczki                                     | Wynik            |
| ------------------------------------------------------------------------------ | ------------- | ------------------------------------------------- | ---------------- |
|                                                                                |               |                                                   |                  |
| Letnie Igrzyska Olimpijskie w Londynie 2012, reprezentując państwo Chiny       |               |                                                   |                  |
| I runda                                                                        | Li Na         | Argentyna: Gisela Dulko / Paola Suárez            | 6:4, 6:2         |
| II runda                                                                       | Li Na         | Czechy: Andrea Hlaváčková / Lucie Hradecká [4]    | 3:6, 1:6         |
|                                                                                |               |                                                   |                  |
| Letnie Igrzyska Olimpijskie w Rio de Janeiro 2016, reprezentując państwo Chiny |               |                                                   |                  |
| I runda                                                                        | Peng Shuai    | Indie: Sania Mirza / Prarthana Thombare           | 7:6(6), 5:7, 7:5 |
| II runda                                                                       | Peng Shuai    | Czechy: Andrea Hlaváčková / Lucie Hradecká [6]    | 4:6, 4:6         |
|                                                                                |               |                                                   |                  |
| Letnie Igrzyska Olimpijskie w Paryżu 2024, reprezentując państwo Chiny         |               |                                                   |                  |
| I runda                                                                        | Yuan Yue [PR] | Brazylia: Beatriz Haddad Maia / Luisa Stefani [6] | 4:6, 4:6         |